# Thecla viridicans
Thecla viridicans är en fjärilsart som beskrevs av Felder 1865. Thecla viridicans ingår i släktet Thecla och familjen juvelvingar. Inga underarter finns listade i Catalogue of Life.